# مشک‌آباد سفلی
مَشک‌آباد سُفلیٰ، روستایی است از توابع بخش مرکزی شهرستان ارومیه و در شهرستان ارومیه استان آذربایجان غربی ایران.

## جمعیت
این روستا در دهستان بکشلوچای قرار داشته و بر اساس سرشماری سال 1395 جمعیت آن 1245 نفر (245 خانوار)
بوده‌است.